# ディエゴ・バレンシア
ディエゴ・マルティン・バレンシア・モレージョ（Diego Martín Valencia Morello, 2000年1月14日 - ）は、チリ・バルパライソ州ビニャ・デル・マール出身のサッカー選手。セリエA・USサレルニターナ1919所属。ポジションはFW。

## クラブ経歴
2018年にウニベルシダ・カトリカのトップチームに昇格。7月21日のデポルテス・イキケ戦でプロデビュー。2019年2月16日のCDコキンボ・ウニド戦で、プロ初ゴールを含む2ゴールを決め、2-1の勝利に貢献。同年シーズンは17試合4ゴールを記録。翌2020年シーズンも30試合4ゴールを記録した。
2022年7月11日、セリエAのUSサレルニターナ1919へ完全移籍。4年契約を結んだ。

## 代表歴
2017年に自国開催の南米U-17選手権に、U-17チリ代表で出場し、準優勝。10月にインドで開催された2017 FIFA U-17ワールドカップにも出場したものの、優勝したイングランド入ったグループFで最下位に終わった。
2021年、コパ・アメリカ2021のブラジル代表戦でA代表初出場。